# Tabanus longinquus
Tabanus longinquus är en tvåvingeart som beskrevs av H. Oldroyd 1954. Tabanus longinquus ingår i släktet Tabanus och familjen bromsar. Inga underarter finns listade i Catalogue of Life.